# Polistes bellicosus
Polistes bellicosus (лат.) — вид общественных бумажных ос рода Polistes семейства Vespidae. Встречаются в США. Социальная оса из отряда Hymenoptera, обычно встречающаяся в Техасе. Как и другие бумажные осы, Polistes bellicosus строит гнезда, манипулируя открытыми волокнами бумаги для создания ячеек. Из-за хищничества P. bellicosus часто перестраивают свои гнезда, по крайней мере, один раз за сезон колонии.

## Описание

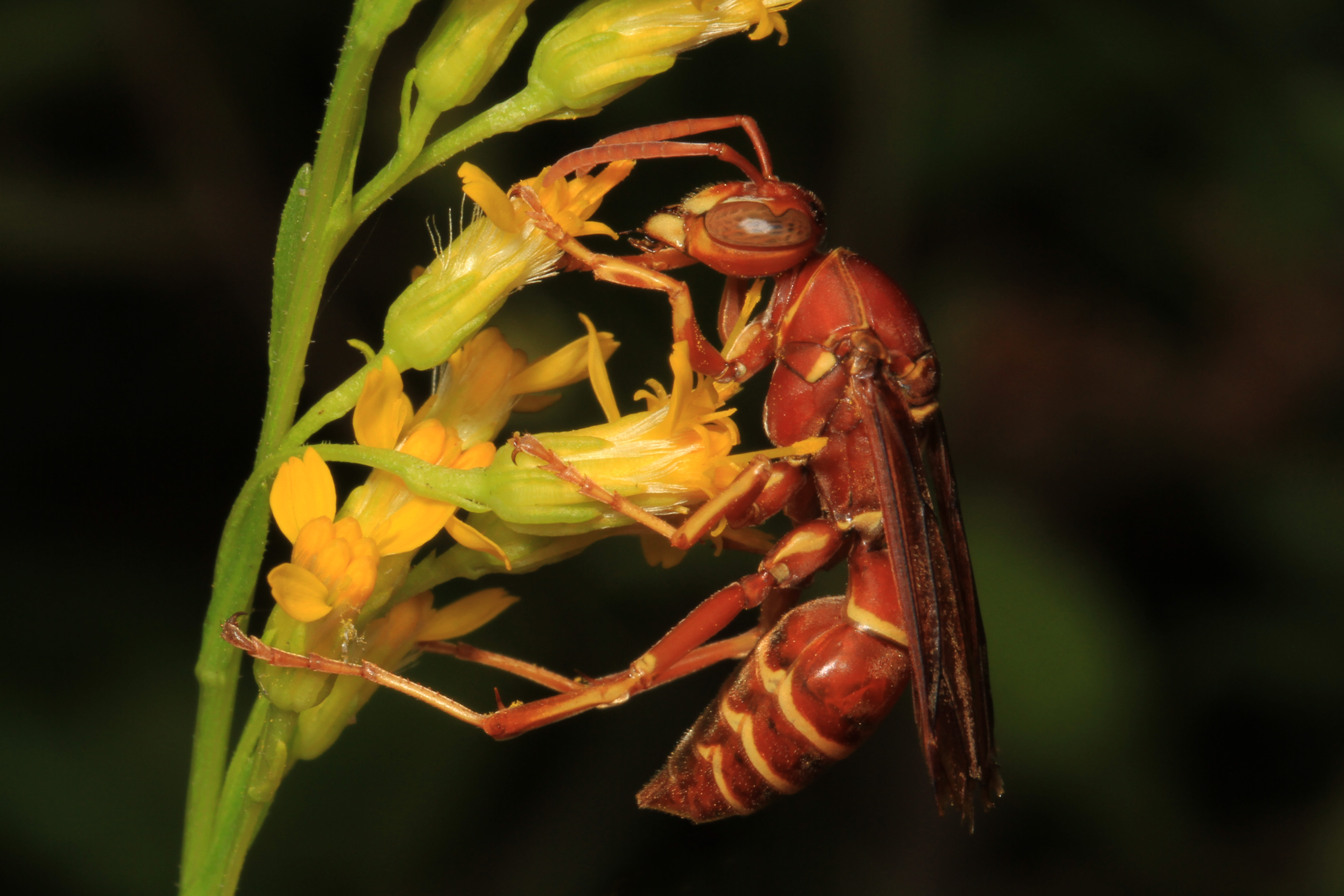
Polistes bellicosus, национальный парк Эверглейдс, Хомстед, Флорида

Самцы и самки имеют лимонно-желтые брюшные сегменты. У самок вдоль мезоторакс проходит тонкая центральная продольная черная линия, которая поперечно морщинистая. Мезоторакс у самцов имеет две продольные линии по бокам. У обоих полов желтые мандибулы и узкие задние орбиты, которые расширяются к низу. Хотя у P. bellicosus присутствует разделение на касты, самки в колонии морфологически не отличаются.

## Распространение
Распространение P. bellicosus ограничено Северной Америкой, югом США. P. bellicosus обычно образует колонии в Техасе, хотя их ареал обитания включает Северную Каролину и Флориду. Колонии естественно возникают на бакхарисе, падубе Ilex vomitoria и видах рода рубус в местных прериях в парке Бразос Бенд, недалеко от Хьюстона, штат Техас. Несколько других видов бумажных ос, включая Polistes exclamans, P. dorsalis, P. metricus и P. carolina, встречаются в парке Бразос Бенд благодаря множеству типов мест обитания, включая местные низкотравные прерии и дубовые леса.

## Цикл жизни колонии
Колониальный цикл P. bellicosus похож на многие другие виды Polistes. Колонии образуются в марте, и цикл длится восемь месяцев. Перезимовавшие самки создают колонии в низкой растительности с открытыми гнездами из бумажных волокон. В мае появляется первый выводок, состоящий в основном из самок, которые обычно становятся рабочими. Немногочисленные самцы, появившиеся в первом выводке, спариваются с рабочими, которые в итоге покидают гнездо и становятся королевами в новых гнездах. Последние яйца откладываются в конце августа-сентябре, и в конце сентября-октябре из них появляются самцы и будущие перезимовавшие самки. Через несколько недель осы отделяются от гнезда и ищут убежище на зиму. В этих убежищах могут происходить некоторые спаривания.
Самки выглядят одинаково, но их можно разделить на четыре общие категории в зависимости от роли и времени появления: основательницы, рабочие особи, королевы и девственницы. Самки, которые перезимовали, а затем весной начали строить гнездо, называются основательницами. Основательницы выращивают рабочих, которые появляются весной и летом. Либо основательницы, либо рабочие могут стать королевами, которые являются основными яйцекладущими самками в гнезде. Неработающие самки, появляющиеся осенью, называются гинами.

## Поведение

### Иерархия доминирования
В колониях, созданных несколькими основательницами, часто бывает так, что эти основательницы сотрудничают и воспитывают молодняк. Когда это происходит, возникает репродуктивное разделение труда, основанное на иерархии доминирования. Обычно основательница, которая устанавливает доминирование, либо самая крупная, либо первой прибывает на место гнездования. Внутри колонии существует кастовая система, основанная на поведенческих ролях и временном периоде. Самки делятся на королев, подчиненных самок, рабочих и гин. Доминирующая основательница становится королевой гнезда, а остальные основательницы — подчиненными. Рабочая оса может стать королевой, если все основательницы покинут гнездо и она спарится с одним из самцов, появившихся в начале сезона.

### Разделение труда
Как только в новой колонии устанавливается иерархия доминирования, королева берет на себя большую часть работы по откладке яиц, а подчиненные отвечают за уход за молодью. Рабочие также отвечают за уход за расплодом и расширение гнезда. Различие между рабочими и гинами заключается в том, что гины появляются только в конце сезона, а рабочие — в течение всего репродуктивного периода. Кроме того, гины неактивны в гнезде. Перед зимовкой гины спариваются и, в случае успеха, становятся основательницами на следующий сезон.